# Casa de raport cu magazie la parter de pe str. Alexandru Hâjdeu, 71 (Chișinău)
Casa de raport cu magazie la parter de pe str. Alexandru Hâjdeu, 71 este o clădire amplasată pe str. A. Hâjdeu, 71 în Chișinău, Republica Moldova. Este un monument arhitectural de importanță națională inclus în Registrul monumentelor Republicii Moldova ocrotite de stat cu nr. 76 (municipiul Chișinău). Datează de la înc. sec. XX.